# Ulla Pettersson
Ulla Görel Kristina Pettersson, född 29 juli 1953 i Öja församling i Gotlands län, är en svensk socialdemokratisk politiker, som mellan 1985 och 1994 var riksdagsledamot för Gotlands läns valkrets.